# Исмаилкалой
Исмаилкалой, Исмаил-Кале (чечен. ИсмаӀил-Кхаьлла) — покинутый аул в Итум-Калинском районе Чеченской Республики.

## Население
| Год  | Численность |
| ---- | ----------- |
| 1883 | 71          |
| 1889 | 82          |
| 1899 | 77          |

## География
Расположен на правом берегу реки Дзумсэхк, к северо-востоку от районного центра Итум-Кали.
Ближайшие населённые пункты и развалины бывших аулов: на северо-западе — бывшие аулы Кештерой, Данкалой, на юго-западе — бывший аул Доркулчи, на юго-востоке — бывший аул Мужиар.